# Електра (филм из 2005)
Електра (енгл. Elektra) је амерички акциони филм из 2005. године, у режији Роба Боумана. То је наставак филма Дердевил из 2003. године. Прича прати међународну убицу Електру (Џенифер Гарнер).

## Радња
Након што је погинула помажући Дердевилу, одважну Електру Начиос (Џенифер Гарнер) из мртвих је васкрснуо слепи Стик (Теренс Стамп), стари учитељ борилачких вештина. Током следећих неколико година Стик је Електру претворио у изузетно вештог плаћеног убицу, од чијег имена стрепе криминалци широм света. Али, девојку још увек прогоне сећања на детињство и трауматичне тренутке открића мртвог тела њене убијене мајке. Електра у комшилуку своје куће на језеру упозна удовца Марка Милера (Горан Вишњић) и његову 13-годишњу ћерку Еби (Kирстен Праут). Kад дозна да су управо њих двоје њене нове мете, Електра схвати да овај пут не може да изврши задатак. Истовремено сазна да Милера и Еби желе да се домогну и припадници тајне злочиначке организације Рука, предвођене немилосрдним Kиргијем (Вил Јун Ли), сином опасног злочинца Рошија (Кари-Хиројуки Тагава). Kирги, Роши и њихови натприродним моћима обдарени људи, Стоун (Боб Сап), Тифоид (Натасија Малте) која дахом удише животне сокове и Тату (Крис Акерман) чије тетоваже могу да оживе, Електрини су стари непријатељи. Међутим, ни са удовцем Миларом и Еби није све онакво каквим се чини.

## Улоге
| Глумац               | Улога          |
| -------------------- | -------------- |
| Џенифер Гарнер       | Електра Начиос |
| Теренс Стамп         | Стик           |
| Горан Вишњић         | Марк Милер     |
| Кирстен Праут        | Еби Милер      |
| Вил Јун Ли           | Кириги         |
| Кари-Хиројуки Тагава | Роши           |
| Колин Канингем       | Мекејб         |
| Хиро Канагава        | Мејзуми        |
| Натасија Малте       | Тифоид         |
| Боб Сап              | Стоун          |
| Крис Акерман         | Тату           |